# Quercus autumnalis
Quercus autumnalis là một loài thực vật có hoa trong họ Cử. Loài này được F.M.Vázquez, S.Ramos & Doncel mô tả khoa học đầu tiên năm 2002.